# ماندني آباد (قلعة خواجة)
ماندني آباد (بالفارسية: مندنی‌آباد) هي منطقة سكنية تقع في إيران في قسم قلعة خواجة الريفي. يقدر عدد سكانها بـ 16 نسمة بحسب إحصاء 2016.